# Darnytsja (metrostation)
Darnytsja (Oekraïens: Дарниця, ⓘ) is een station van de metro van Kiev. Het station werd geopend op 5 november 1965 en was drie jaar lang het oostelijke eindpunt van de Svjatosjynsko-Brovarska-lijn. Het metrostation bevindt zich op de linkeroever van de Dnjepr en is genoemd naar het stadsdeel Darnytsja, waarin het gelegen is.
Station Darnytsja bevindt zich aan de rand van een park, op een talud parallel aan de Brovarskyj prospekt (Brovarylaan). Het eilandperron is overdekt met een betonnen overkapping. De uitgang leidt naar een tunnel onder de sporen en de naastgelegen hoofdweg. Even ten westen van het station bevindt zich een aftakking van het spoor richting het depot "Darnytsja" (№ 1).